# 오플로포루스과
오플로포루스과(Oplophoridae)는 생이하목에 속하는 갑각류과의 하나이다. 원양에 사는 새우류이며, 오플로포루스상과(Oplophoridae)의 유일한 과이다.

## 하위 속
오플로포루스과는 아래와 같은 속으로 이루어져 있다.
- Acanthephyra A. Milne-Edwards, 1881
- Ephyrina Smith, 1885
- Heterogenys Chace, 1986
- Hymenodora Sars, 1877
- Janicella Chace, 1986
- Kemphyra Chace, 1986
- Meningodora Smith, 1882
- Notostomus A. Milne-Edwards, 1881
- † Odontochelion Garassino, 1994
- Oplophorus H. Milne-Edwards, 1837
- Systellaspis Bate, 1888
- † Tonellocaris Garassino, 1998